# Journée des intellectuels martyrs
La journée des intellectuels martyrs, en bengali : শহীদ বুদ্ধিজীবী দিবস, Shaheed Buddhijibi Dibôsh, est observée le 14 décembre au Bangladesh. Elle commémore les intellectuels tués, par les forces armées pakistanaises et leurs collaborateurs, pendant la guerre de libération de 1971, en particulier le 25 mars et le 14 décembre 1971,, dans le but d'anéantir la classe intellectuelle du Pakistan oriental de l'époque. Deux jours après les événements du 14 décembre, le 16 décembre, le Bangladesh obtient son indépendance par la reddition des forces pakistanaises.

## Histoire
La guerre de libération du Bangladesh, contre le Pakistan occidental a commencé le 26 mars 1971. Elle se transforme en guerre indo-pakistanaise, en 1971, et elle prend fin avec la victoire du Bangladesh, le 16 décembre 1971. Le 14 décembre, sentant la défaite imminente, les forces pakistanaises et leurs collaborateurs locaux, Bangladesh Jamaat-e-Islami, le Comité central pour la paix du Pakistan oriental, le Razakar, Al-Badr et Al-Shams, enlèvent et tuent des intellectuels et des professionnels bengalis de premier ordre afin de mettre à mal la nouvelle nation.
Des universitaires, des enseignants, des intellectuels, des médecins, des ingénieurs, des journalistes et d'autres personnalités éminentes de renom sont enlevés de chez eux, les yeux bandés et tués. Leurs corps sont jetés à Rayerbazar, à Mirpur et dans d'autres lieux de massacre à Dacca, deux jours seulement avant la victoire finale de la guerre.

## Mémorial

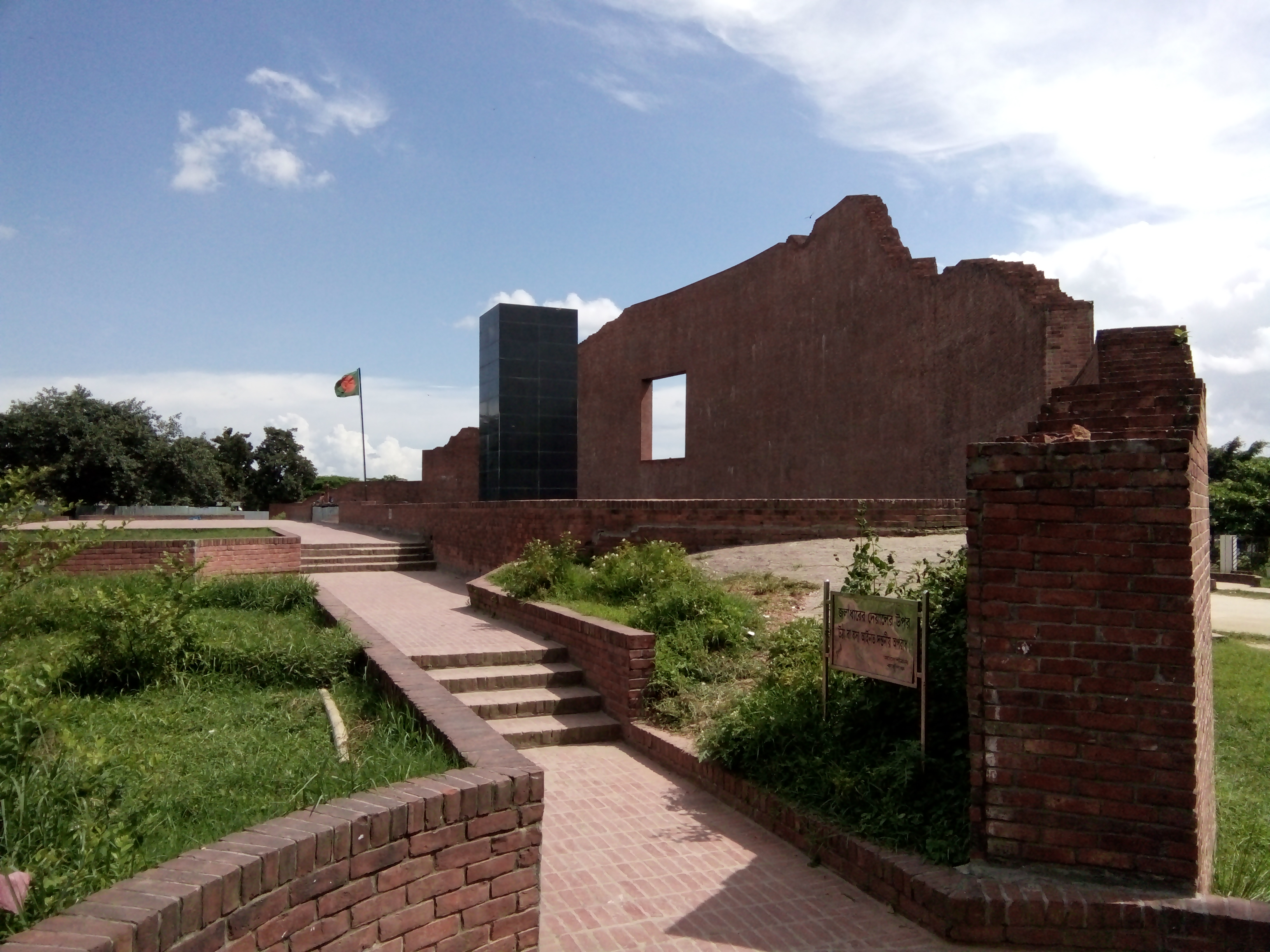
Part of the east-south side Le mémorial des intellectuels martyrs à Rayer Bazaar

En mémoire de ceux qui ont été tués, un mémorial appelé mémorial des intellectuels martyrs (en) (Badhya Bhumi Smriti Soudha) a été construit au Rayer Bazaar (en) à Dacca.

## Source de la traduction
- (en) Cet article est partiellement ou en totalité issu de l’article de Wikipédia en anglais intitulé « Martyred Intellectuals Day » (voir la liste des auteurs).